# Chaetopogon fasciculatus
Chaetopogon fasciculatus är en gräsart som först beskrevs av Heinrich Friedrich Link, och fick sitt nu gällande namn av August von Hayek. Chaetopogon fasciculatus ingår i släktet Chaetopogon och familjen gräs. Utöver nominatformen finns också underarten C. f. prostratus.